# Bay City (Texas)
Bay City ist eine Stadt im Matagorda County im US-Bundesstaat Texas, Vereinigten Staaten und ist Sitz der Countyverwaltung (County Seat). Das U.S. Census Bureau hat bei der Volkszählung 2020 eine Einwohnerzahl von 18.061 ermittelt.

## Geographie
Die Stadt liegt an der Kreuzung der Texas State Routes 35 und 60, im Südwesten von Texas, etwa 30 km vor dem Golf von Mexiko und etwa 150 km südwestlich von Houston. Sie hat eine Fläche von 22,0 km², wovon 0,2 km² Wasserfläche ist.

## Geschichte
Bay City wurde im August 1894 gegründet. Benannt wurde es nach seiner Lage in der Bay Prairie. Am 18. September des gleichen Jahres wurde der Ort zum Sitz der Countyverwaltung gewählt. 1901 verlegte die Cane Belt Railroad als erste ihre Schienen bis an die Stadt, die sich danach zum Handelszentrum für die Gegend entwickelte. Als Zeitungen erschienen die Matagorda County Tribune und der Weekly Visitor. Im gleichen Jahr wurde eine zweigeschossige Schule gebaut. Ebenso gab es bereits drei Lehrer, einen Zahnarzt, einen Mediziner und sechs Rechtsanwälte. 1902 hatte der Ort bereits 2000 Einwohner.
1902 bekam die Stadt Anschluss an die New York, Texas and Mexican Railway und nachdem 1904 die ersten Erdölfunde im County gemacht wurden, verlegte auch die St. Louis, Brownsville and Mexico Railway ihre Schienen bis hierher. Zehn Jahre später war die Bevölkerung auf 3156 Einwohner angewachsen und die Gegend hatte sich zum größten nationalen Reisanbaugebiet entwickelt. Weiterhin gab es vier Baumwolle verarbeitende Betriebe, drei Banken, zwei Reismühlen, eine Fabrik für Eis und Speiseeis, ein städtisches Wasserwerk sowie eine Große Kühlhalle für Obst und Gemüse.
In den Folgejahren stieg die Population langsam aber stetig an, außer zur Zeit der Großen Depression. In den 50er Jahren wurde eine neue Bibliothek erbaut und in den 60er Jahren ein Flugplatz. Seit den 90er Jahren ist Bay City der Verladehafen für die Erdölproduktion in der näheren und weiteren Umgebung.

## Kultur
Bay City unterhält eine öffentliche Bibliothek mit rund 72.200 Büchern, 1800 Audio- und 4085 Video-Dokumenten. Weiterhin gibt es 8 Grundschulen und Junior-Highs und eine High School. Colleges und Universitäten gibt es im Umkreis von 100 km.

## Religion
In Bay City gibt es derzeit 43 verschiedene Kirchen aus 16 unterschiedlichen Konfessionen. Unter den zu einer Konfession gehörenden Kirchen ist die Baptistengemeinde mit zwölf Kirchen am stärksten vertreten. Weiterhin gibt es elf zu keiner Konfession gehörende Kirchen (Stand: 2004).

## Demographie
Das durchschnittliche Einkommen eines Haushalts in der Stadt liegt bei 30.446 USD, das durchschnittliche Einkommen einer Familie bei 39.281 USD. Männer haben ein durchschnittliches Einkommen von 38.202 USD gegenüber den Frauen mit durchschnittlich 23.058 USD. Das Pro-Kopf-Einkommen liegt bei 15.284 USD. 21,4 % der Einwohner und 18,3 % der Familien leben unterhalb der Armutsgrenze.

30,9 % der Einwohner sind unter 18 Jahre alt und auf 100 Frauen ab 18 Jahren und darüber kommen statistisch 91,1 Männer. Das Durchschnittsalter beträgt 32 Jahre (Stand: 2000).

## Kriminalität
Die Kriminalitätsrate hat einen Index von 411,3 Punkten. (Vergl. US-Landesdurchschnitt: 330,6 Punkte) (höhere Punkte bedeuten höhere Kriminalität)

2002 gab es 0 Morde, 0 Vergewaltigungen, 31 Raubüberfälle, 76 tätliche Angriffe auf Personen, 256 Einbrüche, 777 Diebstähle und 41 Autodiebstähle.

## Söhne und Töchter der Stadt
- Charles Austin (* 1967), Leichtathlet und Olympiasieger
- Greg Laughlin (* 1942), Politiker
- Joe DeLoach (* 1967), Leichtathlet und Olympiasieger
- Steven R. Polk (* um 1946), Generalleutnant der United States Air Force
- Mal Whitfield (1924–2015), Sprinter und Mittelstreckenläufer, Olympiasieger 1948 und 1952